# Hypsiboas benitezi
La ranita de Benítez (Hypsiboas benitezi) es una especie de anfibios de la familia Hylidae.
Habita en Brasil, Venezuela y posiblemente en Guayana.
Sus hábitats naturales incluyen bosques tropicales o subtropicales secos y a baja altitud, montanos secos y ríos.